# Belk
Belk – miasto w Stanach Zjednoczonych, w stanie Alabama, w hrabstwie Fayette. W roku 2023 miasto zamieszkiwało 187 osób, a gęstość zaludnienia wynosiła 55 osób/km².